# 不正競争防止法
不正競争防止法（ふせいきょうそうぼうしほう、平成5年5月19日法律第47号）は、公正な競争と国際約束の的確な実施を確保するための、不正競争の防止に関する日本の法律である。
第1条（目的）に「この法律は、事業者間の公正な競争及びこれに関する国際約束の的確な実施を確保するため、不正競争の防止及び不正競争に係る損害賠償に関する措置等を講じ、もって国民経済の健全な発展に寄与することを目的とする。」と規定される。
主務官庁は私的独占の禁止及び公正取引の確保に関する法律と異なり、経済産業省経済産業政策局産業組織課知的財産政策室で、同省商務情報政策局コンテンツ産業課、公正取引委員会経済取引局取引企画課、消費者庁取引対策課および特許庁審査情報部商標課など他省庁と連携して執行にあたる。

## 不正競争防止法の意義
市場経済社会が正常に機能するためには、市場における競争が公正に行われる必要がある。例えば、競争相手を貶める風評を流したり、商品の形態を真似したり、競争相手の技術を産業スパイによって取得したり、虚偽表示を行ったりするなどの不正な行為や不法行為（民法第709条）が行われるようになると、市場の公正な競争が期待できなくなってしまう。また、粗悪品（欠陥・不良品）や模倣品などが堂々と出回るようになると、消費者も商品を安心して購入することが出来なくなってしまう。以上のように、不正な競争行為が蔓延すると、経済の健全な発展が望めなくなることから、市場における競争が公正に行われるようにすることを目的として、同法が制定されているものである。
不正競争防止法では、保護する対象に対して、行為の規制（禁止）となる要件を定めることで、信用の保護など、設定された権利（商標権、商号権、意匠権等）では十分守りきれない範囲の形態を、不正競争行為から保護している。
実質的には、不競法の条文が適用される場合に、一定の要件が求められることから、知的財産（無体物）等の権利が設定された場合と同様な効能を有するとも解することができる。

### 代表的な例
| 保護               | 規制行為                                                                           | 要件                                                                                  | 期限              |
| ------------------ | ---------------------------------------------------------------------------------- | ------------------------------------------------------------------------------------- | ----------------- |
| 営業秘密の保護     | 営業秘密や営業上のノウハウの盗用等の不正行為を禁止                                 | - 秘密情報に有用性があること - 秘密管理性を有すること - 非公知性を有していること      | 期限なし          |
| デッドコピーの禁止 | 他人の商品の形態（模様も含む）をデッドコピーした商品の取引禁止                     | - 模倣商品の様態が元の商品と酷似していること                                          | 販売開始日から3年 |
| 信用の保護         | 周知の他人の商品・営業表示と著しく類似する名称、デザイン、ロゴマーク等の使用を禁止 | - 商品・営業表示に周知性を有していること - 模倣商品と混同のおそれがあること（類似性） | 期限なし          |
| 信用の保護         | 他人の著名表示を無断で利用することを禁止                                           | - 営業表示に著名性を有し特別顕著性を有すること - 営業上の利益を侵害していること       | 制限なし          |
| 技術管理体制の保護 | コピー・プロテクション迂回装置（技術的制限手段迂回装置）の提供等を禁止             | - 技術的制限手段が存在すること - 迂回装置の提供をしていること                         | 制限なし          |

## 不正競争防止法の歴史と経緯
明治時代から、相手の商品を模倣したり、著名な商品名にただ乗りしたりするなどの不正競業と呼ばれる行為は広く行われており、そのために市場における営業上の権利（商号、商標など）に係る法律が制定されたが、権利を有していない場合などにおける救済措置は、ほとんど認められていなかった。特に、不正な行為や不法行為（民法709条）の適用の要件については、大正時代初期ではきわめて限定的であり、弾力的な運用がなされなかった。
しかしながら、「大学湯事件」損害賠償請求事件（大正14年（オ）625号）大審院大正14年11月28日第三民事部判決において「湯屋業ノ老舗其ノモノ若ハ之ヲ賣却スルコトニ依リテ得ヘキ利益ハ民法第七百九條ニ所謂權利ニ該當スルモノトス」とする判示によって、この不法行為の要件が「権利の侵害」からその「違法性」へと変更され、不法行為により侵害される権利を広範に認めるという要件が成立するようになった。
また、1927年の世界大恐慌の後、1932年の上海事変の勃発による軍需景気によって、大日本帝国の経済は再び景気を取り戻しつつあった。しかし昭和初期の日本は、依然として低賃金で工業製品を大量に製造し、廉価で輸出するという様式の工業国だったため、粗悪品や模倣品、商品の偽造といった様々な不公正貿易行為が対外的に強い批判にさらされていた。戦前の通商政策においては、日本が市場における不正な競業行為を否定することを積極的に対外的に訴えることで、外交上の批判をかわす必要があった。
以上を踏まえ、1934年に「工業所有権の保護に関するパリ条約ヘーグ改正条約」を批准する機会にあたり、旧不正競争防止法（昭和9年法律第14号）が制定された。パリ条約上の義務に過不足なく対応しており、全6条という短い法律であった。

## 近年の法改正
近年の政府における知的財産政策では、知的財産立国を目指す旨が掲げられており、知的財産権の強化という政策的な要求に伴って、不正競争防止法でも、以下のように数多くの改正が行われている。

### 平成2年（部分改正）
1990年、GATTウルグアイ・ラウンドのTRIPS交渉の状況を踏まえ、営業秘密に係る不正行為に対して差止請求権などの民事措置が新設された。しかしながら、営業秘密について刑事罰の導入は見送られた。

### 平成5年（全部改正）
1993年に、旧不正競争防止法が全部改正され、条文の現代仮名遣いと平仮名化、目的の明記、不正競争の類型の整理・拡充および損害額推定規定が設けられた。著名表示冒用行為、商品形態模倣行為を追加し、更に、原産地等誤認惹起行為について、役務を追加した。

### 平成10年度改正（第1次改正）
ロッキード事件を契機に1977年に連邦海外腐敗行為防止法を設置したアメリカ合衆国も、経済協力開発機構に取組を要請し、1997年に国際商取引における外国公務員に対する贈賄の防止に関する条約（OECD外国公務員贈賄防止条約）が採択されたことから、国会は1998年5月22日同条約の締結を承認して、条約に併せて第1次改正が行われた（平成10年9月28日法律第111号）。

### 平成11年度改正（第2次改正）
1999年に一部が改正され（平成11年法律第33号）、技術的制限手段迂回装置等の提供等が禁止されることになった。同年10月1日から施行された。

### 平成13年度改正（第3次改正）
2001年に一部が改正され（平成13年法律第81号）、ドメイン名の不正取得や利用などの形態が不正競争行為に追加されることになった。

### 平成15年度改正（第4次改正）
2003年に一部が改正され、定義の一部がより弾力的に規定されると共に、営業秘密の刑事的保護の強化が図られることになった。

### 平成16年度改正（第5次改正）
2004年に一部が改正され、外国公務員贈賄罪に対する日本国籍の国外犯処罰が導入された。

### 平成16年度改正
知的財産高等裁判所の設置計画に伴い、2004年に裁判所法が改正され法律上の「工業所有権」の文言が「知的財産」と改められると同時に、裁判所の命令に意匠法・商標法・特許法・実用新案法・著作権法に関する営業秘密に対する秘密保持命令が加えられたことに伴う改正（裁判所法等の一部を改正する法律（平成16年法律第120号）8条による改正）。

### 平成17年度改正
2005年に一部が改正され、営業秘密の刑事的保護を強化し（主に情報窃盗に関する規定などが追加された）、模倣品・海賊版商品の販売、輸入等に刑事罰を科するなど、保護強化が図られることになった。

### 平成18年度改正
（2006年）営業秘密、秘密保持命令違反罪の罰則強化

### 平成21年度改正（第6次改正）
（2009年）営業秘密侵害罪における処罰対象範囲の拡大等

### 平成23年度改正（第7次改正）
（2011年）マジコンに関する刑事罰導入、刑事訴訟手続の措置等

### 平成27年度改正（第8次改正）
ポスコやSKハイニックスによる度重なる機密漏洩事件を受け、不正競争防止法の改正案が第189回国会に提出された。法案は、2015年6月11日に衆議院で可決、同年7月3日に参議院で可決、成立。同年7月10日に公布。翌2016年1月1日から施行（平成27年10月15日政令第362号）。
技術上の営業秘密侵害品の譲渡・輸出入等が、不正競争の類型として追加された。
罰金額の大幅引き上げ、いわゆる三次取得者以降の者、営業秘密の侵害の未遂、国外での営業秘密の取得も処罰対象に含め、犯罪で得た収益の没収などを厳罰化。
改正前は、罰金上限が個人で1,000万円、法人で3億円だったが、個人で2,000万円、法人は5億円とし、海外企業への漏洩は3,000万円、10億円にそれぞれ改定。
不正競争防止法による営業秘密侵害罪の摘発は、被害者側が告訴する親告罪だったが、非親告罪に変更された。
親告罪の場合、刑事告訴の難易度から、被害者が泣き寝入りするケースも多く、不正競争防止法違反の犯罪行為の悪質化・件数の急増を背景に、犯罪抑止の観点から、非親告罪へと踏み切る要因となった。
民事訴訟における、原告による技術上の営業秘密の使用の挙証責任は、被告に転換された。また、営業秘密に係る不正競争行為の差止めの除斥期間が延長。

### 平成30年度改正（第9次改正）
2018年、データの利活用を促進するための環境を整備するため、ID・パスワードにより管理しつつ、相手方を限定して提供するデータを不正取得等する行為を、新たに不正競争行為に位置づけ、これに対する差止請求権等の民事上の救済措置を設ける（施行日 令和元年7月1日）。限定提供データについては、営業秘密と同様に不正入手、不正使用及び不正開示について問われるが、営業秘密と異なって刑罰は規定されていない。
さらに、技術的制限手段を回避するサービスの提供等を不正競争行為に位置づけるなど、技術的制限手段に係る不正競争行為の対象を拡大（施行日 平成30年11月29日）。

## 不正競争の類型
第二条に定義される「不正競争」は、たとえば以下のように類型化される。以下で『商品等表示』とは、人の業務に係る氏名・商号・商標・標章・商品の容器もしくは包装・営業表示等のことを言う。また、『特定商品等表示』とは、人の業務に係る氏名、商号、商標、標章その他の商品又は役務（サービス）を表示するものをいう。『商品等表示を使用』には、商品等表示を直接使用する行為のほか、その商品等表示を使用した商品の譲渡・引き渡し・譲渡や引き渡しのための展示・輸出・輸入・電気通信回線を通じた提供を含む。
| 類型                                             | 形態 | 例 |
| ------------------------------------------------ | --- | --- |
| 周知表示混同惹起行為（第1号）                    | 需要者の間に広く認識されている他人の商品等表示と同一または類似の商品等表示を使用し、他人の商品又は営業と混同を生じさせる行為 | 「カニ道楽」と「動くカニ看板」、「札幌ラーメンどさん子」と「文字及び北海道の図形を利用した看板」、「McDonald's」と「マック」など |
| 著名表示冒用行為（第2号）                        | 他人の著名な商品等表示と同一または類似のものを自己の商品等表示として使用する行為。ただ乗り（フリーライド）、希釈化（ダイリューション）、汚染（ポリューション）がある。 | 雑誌「VOGUE」の名称を使い、大衆向けのベルト・バッグ等のファッション関連商品を扱った例、「シャネル」の名称で飲食店を経営した行為など |
| 商品形態模倣行為（第3号）                        | 最初に販売された日から3年以内の他人の商品の形態を模倣した商品の譲渡・貸し渡し・譲渡や貸渡しのための展示・輸出・輸入を行う行為。デッド・コピー。形態の模倣には、同種の商品（または機能及び効用が同一又は類似の商品）が通常有する形態は含まれない。 | 先行商品のマイナスイオンブラシの形態を真似て商品を製造販売した行為など |
| 営業秘密（第4〜10号）                            | 「営業秘密」（企業の内部において、秘密として管理されている（秘匿性）製造技術上のノウハウ、顧客リスト、販売マニュアル等の有用な情報（有用性）であって、公然と知られていない（非公知性）もの）を、 - 不正な手段で入手する行為、または不正な手段で入手した情報を自ら使用または開示する行為（4号） - 4号で取得された情報を第三者が取得し、第三者が使用または開示する行為（最初から知っていた場合は5号、後から知った場合は6号） - 保有者から正当に取得した情報を、不正の利益を得る目的、損害を与える目的で自ら使用または開示する行為（7号） - 7号で取得された情報を第三者が使用または開示する行為（最初から知っていた場合は8号、後から知った場合は9号） - 知らずまたは重過失ではない過失によって、知らずに4〜9号までに掲げる行為（営業秘密のうち、技術上の情報であるものを使用する行為に限る）により生じた物を譲渡し、引き渡し、譲渡もしくは引渡しのために展示し、輸出し、輸入し、または電気通信回線を通じて提供する行為（10号） | 会社の秘密管理された顧客名簿を複写して持ち出して、独立・転職・転売した場合や、不正に入手されたライバル会社の営業情報や顧客リストなどを取得した場合の他、ソフトウェア受託開発企業が、顧客から預かった情報を、自ら使用したり、第三者へ開示する場合                                                                 |
| 限定提供データ（第11〜16号）                     | 「限定提供データ」（業として特定の者に提供する（限定提供性）情報として電磁的方法により相当量蓄積され（相当蓄積性）、及び管理されている（電磁的管理性）技術上または営業上の情報）を、 - 不正な手段で入手する行為、または不正な手段で入手した情報を自ら使用または開示する行為（11号） - 11号で取得された情報を第三者が取得し、第三者が使用または開示する行為（最初から知っていた場合は12号、後から知った場合は13号） - 保有者から正当に取得した情報を、不正の利益を得る目的、損害を与える目的で自ら使用または開示する行為（14号） - 14号で取得された情報を第三者が使用または開示する行為（最初から知っていた場合は15号、後から知った場合は16号） | |
| 技術的制限手段に対する不正競争行為（第17・18号） | デジタルコンテンツのコピー管理技術やアクセス管理技術を無効にすることを目的とする機器やプログラムを提供する行為 | CDに納められたゲームソフトのコピープロテクト信号を無効化してコピーされたものを利用可能にする「チップ」を提供する行為 コピープロテクト信号が記録された地上・衛星放送、CD・DVD・BDやインターネット上のストリーミング配信および音楽・映像ダウンロードサービスのプロテクトを解除する機器・ソフトウエアを提供する行為 |
| 不正にドメインを使用する行為（第19号）           | 不正の利益を得る目的または他人に損害を加える目的で、他人の特定商品等表示と同一または類似のドメイン名を使用する権利を取得・保有し、又はそのドメイン名を使用する行為 | 大手サイトと類似する紛らわしい名称で、類似のサイトを開設する行為 |
| 原産地等誤認惹起行為（第20号）                   | 商品・役務（サービス）やその広告・取引用の書類・通信に、その商品の原産地・品質・内容・製造方法・用途・数量や、役務の質・内容・用途・数量について誤認させるような表示を使用したり、その表示をして役務を提供する行為 | 国産洋服生地に「マンチェスター」と押捺した行為、「MADE IN KOREA」の表示を外して服を販売した行為、「みりん風調味料」を「本みりん」のように紛らわしい表示をして商品を販売した行為等 |
| 競争者営業誹謗行為（第21号）                     | 自己と何らかの競争関係にある他人の営業上の信用を害するような虚偽の事実を他人に告げたり流布したりする行為 | ライバル会社の商品が特許侵害品であると虚偽の事実を流布し、営業誹謗を行った行為 |
| 代理人等商標無断使用行為（第22号）               | 外国（条約で保護された国）における商標について、商標権者の承諾無しに、その代理人がその商標と同一または類似する商標を同種の商品、役務に使用し、その商品の譲渡若しくは輸入等を行い、その類似商標を使用して役務を提供する行為 | 外国製品の輸入代理店が、その外国メーカーの許諾を得ずに勝手にその商標を類似の商品に使用するような行為 |

## 訴訟
不正競争防止法は、広い権利形態を保護することから、知的財産訴訟の約4分の1近くを占めるに至っており、訴訟においても、非常に重要な領域となりつつある。しかし、不正競争に係る訴訟においては、不正競争行為の形態の認定において、一定の要件を有する必要があることから、抗弁の形態として、その不正競争の要件を満たさない旨を主張する。その際に、不正競争行為と認められなければ、請求は成り立たないことになる。そのため、請求が棄却される割合も比較的多い。

### 判例など
「iMac」不正競争仮処分事件（平成11年（ヨ）第22125号）東京地方裁判所平成11年9月20日判決では、Apple Computer株式会社の製造するパソコン「iMac」の形態（色彩、素材）が株式会社ソーテックの商品の形態はこれと類似し、アップルコンピュータ株式会社商品との混同のおそれがある旨主張し、商品の製造、販売等の差止めを求める申立てをした事案。

### 侵害訴訟

#### 差止請求権
不法行為法の特則として、不正競争防止法3条に差止請求権が規定されている。損害賠償請求権と異なり、故意、過失といった主観的要件は不要である。侵害行為組成物の廃棄請求権も認められる（3条2項）。

#### 損害賠償請求権
不競法第4条において規定されている。本条における要件は、故意又は過失、不正競争行為による権利侵害、損害の発生、因果関係である。

#### 信用回復措置請求権
不正競争行為によって営業上の信用が害された場合には、信用の回復をするのに必要な措置を請求できる(14条)。特許法などの知的財産権についても同様に信用回復措置が規定されている。

### 抗弁事由
営業秘密に係る不正競争行為に対する差止請求権については消滅時効が定められている（15条）。

商品等表示については適用除外が定められているが（19条）、商標法26条と同様の趣旨である。

## 刑事罰
営業秘密侵害罪、誤認混同惹起行為などについては刑罰が規定されている（21条）。刑罰では、刑法総則に定める故意などの要件も満たすことが求められる。刑罰は自然人の個人責任が原則であるが、自然人だけでなく、法人も処罰する両罰規定が設けられている（22条）。
特許法には特許権侵害罪などの刑罰が規定されており、同様に実用新案法、意匠法及び商標法にも刑罰が規定されている。しかしながら、特許法、実用新案法、意匠法又は商標法に抵触することを理由として、刑事事件に発展することはほとんどない。

これに対して、不正競争防止法に違反したときには、刑事事件に発展することがある。最近では、平成30年12月3日最高裁第二小法廷決定（平成30年（あ）第582号）は、営業秘密領得罪が確定判決。